# Daseinsanalyse
Daseinsanalyse é uma linha de psicoterapia baseada nos pensamentos do filósofo alemão Martin Heidegger.

## Histórico
O têrmo “Dasein Analyses” surge pela primeira vez na obra de Heidegger no livro "Ser e Tempo", de 1927.
Seu propósito é denominar a explicitação filosófica das características ontológicas constituintes do existir humano, os "existenciais" do homem:
- sua abertura original ao mundo
- sua temporalidade
- sua espacialidade original
- seu estado de humor
- seu estar-com-o-outro
- sua corporeidade

Ludwig Binswanger, percebendo a importância para a Psiquiatria da concepção heideggeriana sobre a essência do existir humano, utilizou na década de 1940, o conceito de Daseinsanalyse em outro sentido, ôntico. 
Propôs uma “Daseinsanalyse Psiquiátrica”, um método de investigação para compreender e descrever as síndromes e os sintomas perceptíveis na psicopatologia segundo uma abordagem fenomenológica.
Estimulado pela obra de Binswanger, o psiquiatra e psicoterapeuta suíço Medard Boss principiou seus estudos do pensamento de Heidegger, estabelecendo um relacionamento pessoal com o filósofo que viabilizou a realização dos "Seminários de Zollikon" de 1959 a 1969. Nestes encontros Heidegger pôde esclarecer, para um grupo de psiquiatras convidados, algumas de suas ideias filosóficas estabelecendo os fundamentos da Daseinsanalyse.
Em 1973, reunindo organizações representativas de diversos países, foi fundada a “Federação Internacional de Daseinsanalyse”.
A convite do psiquiatra Solon Spanoudis, Boss esteve pessoalmente no Brasil por diversas vezes a partir de 1973, participando de encontros sobre Daseinsanalyse e assim contribuindo para a formação da “Associação Brasileira de Daseinsanalyse” (ABD)  em São Paulo.